# Andrena edwardsi
Andrena edwardsi är en biart som beskrevs av Henry Lorenz Viereck 1916. Andrena edwardsi ingår i släktet sandbin, och familjen grävbin. Artens utbredningsområde är Nordamerika. Inga underarter finns listade i Catalogue of Life.